# Databaserække
En række, af og til kaldet en tupel (af engelsk tuple, udtales parallelt med couple) er defineret som en mængde af 1,...,N forekomster af felter. Antallet af felter kaldes rækkens grad. En række med et felt siges at være unær, med to felter binær, med tre felter ternær, etc. 
Mængden af attributter kaldes også for rækkens hoved.
Mængden af komponenter, attributter tilført værdier, kaldes rækkens værdi.
Række-definitionen indgår i definition af en databasetabel.